# Imigrante
Imigrante là một đô thị thuộc bang Rio Grande do Sul, Brasil. Đô thị này có diện tích 73,355 km², dân số năm 2007 là 3013 người, mật độ 41,07 người/km².